# What If (Jason Derülo)
What If is de vierde single van Jason Derülo. Het liedje kwam uit in de zomer van 2010. In 2011 behaalde het een 18de plaats in de Nederlandse Top 40.

## Videoclip
De muziekvideo ging in première op 12 juli 2010 op de website van The Sun (een Britse krant).
De videoclip begint met Jason en zijn vriendin die gaan samenwonen, Derülo neemt een diamanten verlovingsring uit het nachtkastje en zet hem in zijn zak als ze de kamer in komt. Ze vertrekt om de laatste verhuisdoos te halen uit de wagen. Tijdens het lopen over de straat, wordt ze overreden door een bestuurder die wordt afgeleid door een sms. Derülo hoort de slip van de auto en loopt van het huis naar haar toe om haar uit de weg van de auto te duwen. Een klok op het nachtkastje begint langzamer te tikken tot het uiteindelijk stopt. Dan begint de klok achteruit te spoelen. De video eindigt weer op de straat, wanneer de auto Jasons vriendin overrijdt.

## Hitnoteringen

### Nederlandse Top 40
| Hitnotering: 04-12-2010 t/m 19-02-2011 | Hitnotering: 04-12-2010 t/m 19-02-2011 | Hitnotering: 04-12-2010 t/m 19-02-2011 | Hitnotering: 04-12-2010 t/m 19-02-2011 | Hitnotering: 04-12-2010 t/m 19-02-2011 | Hitnotering: 04-12-2010 t/m 19-02-2011 | Hitnotering: 04-12-2010 t/m 19-02-2011 | Hitnotering: 04-12-2010 t/m 19-02-2011 | Hitnotering: 04-12-2010 t/m 19-02-2011 | Hitnotering: 04-12-2010 t/m 19-02-2011 | Hitnotering: 04-12-2010 t/m 19-02-2011 | Hitnotering: 04-12-2010 t/m 19-02-2011 | Hitnotering: 04-12-2010 t/m 19-02-2011 | Hitnotering: 04-12-2010 t/m 19-02-2011 |
| Week                                   | 1                                      | 2                                      | 3                                      | 4                                      | 5                                      | 6                                      | 7                                      | 8                                      | 9                                      | 10                                     | 11                                     | 12                                     |                                        |
| -------------------------------------- | -------------------------------------- | -------------------------------------- | -------------------------------------- | -------------------------------------- | -------------------------------------- | -------------------------------------- | -------------------------------------- | -------------------------------------- | -------------------------------------- | -------------------------------------- | -------------------------------------- | -------------------------------------- | -------------------------------------- |
| Nummer                                 | 39                                     | 32                                     | 32                                     | 32                                     | 31                                     | 22                                     | 18                                     | 19                                     | 24                                     | 29                                     | 36                                     | 39                                     | uit                                    |